# Nico Williams
Nicholas Williams Arthuer (Pamplona, 2002. július 12. –) spanyol válogatott labdarúgó, a baszk Athletic Bilbao játékosa.

## Pályafutása

### Klubcsapatokban
2013-ban az Osasuna akadémiájáról került az Athletic Bilbao csapatához. A 2019–2020-as szezonban került fel a Baskonia csapatához. 2020. május 11-én az Athletic B-be lépett feljebb. 2021. április 28-án mutatkozott be az első csapatban a Real Valladolid elleni 2–2-re végződő bajnoki mérkőzésen a 62. percben Jon Morcillo cseréjeként. 10 perccel később testvérét lecserélték. 1986 óta ők voltak az első testvérpár a klubban Julio Salinast és Patxi Salinast kővetően, akik egyszerre voltak pályán. 2022. január 6-án az Atlético Mancha Real elleni kupamérkőzésen megszerezte első két gólját a felnőtt csapatban.

### A válogatottban
2020-ban az U18-as válogatottban négy mérkőzésen lépett pályára és ezeken a találkozókon két gólt szerzett. 2021-ben az U21-es válogatottba is bemutatkozott.

## Statisztika
2022. január 6-i állapot szerint
| Klub              | Szezon   | Bajnokság          | Bajnokság | Bajnokság | Kupa  | Kupa  | Nemzetközi | Nemzetközi | Egyéb | Egyéb | Összesen | Összesen |
| Klub              | Szezon   | Bajnokság          | Mérk.     | Gólok     | Mérk. | Gólok | Mérk.      | Gólok      | Mérk. | Gólok | Mérk.    | Gólok    |
| ----------------- | -------- | ------------------ | --------- | --------- | ----- | ----- | ---------- | ---------- | ----- | ----- | -------- | -------- |
| Baskonia          | 2019–20  | Tercera Division   | 4         | 0         | —     | —     | —          | —          | 1     | 0     | 4        | 0        |
| Athletic Bilbao B | 2020–21  | Segunda Division B | 26        | 9         | —     | —     | —          | —          | 2     | 0     | 26       | 9        |
| Athletic Bilbao   | 2020–21  | La Liga            | 2         | 0         | 0     | 0     | —          | —          | —     | —     | 2        | 0        |
| Athletic Bilbao   | 2021–22  | La Liga            | 34        | 0         | 4     | 2     | —          | —          | 2     | 1     | 40       | 3        |
| Athletic Bilbao   | 2022–23  | La Liga            | 36        | 6         | 7     | 3     | —          | —          | —     | —     | 43       | 9        |
| Athletic Bilbao   | 2023–24  | La Liga            | 31        | 5         | 6     | 3     | —          | —          | —     | —     | 37       | 8        |
| Athletic Bilbao   | 2024–25  | La Liga            | 17        | 1         | 2     | 1     | 6          | 1          | 1     | 0     | 26       | 3        |
| Athletic Bilbao   | Összesen | Összesen           | 120       | 12        | 19    | 9     | 6          | 1          | 3     | 1     | 148      | 23       |
| Összesen          | Összesen | Összesen           | 147       | 21        | 19    | 9     | 6          | 1          | 6     | 1     | 178      | 32       |

### A válogatottban
| Válogatott    | Év       | Pályára lépés | Gól |
| ------------- | -------- | ------------- | --- |
| Spanyolország | 2022     | 7             | 1   |
| Spanyolország | 2023     | 4             | 1   |
| Spanyolország | 2024     | 13            | 2   |
| Összesen      | Összesen | 24            | 4   |

#### Góljai a válogatottban
| # | Időpont            | Helyszín                                  | Ellenfél | Gólok | Eredmény | Kiírás              |
| - | ------------------ | ----------------------------------------- | -------- | ----- | -------- | ------------------- |
| 1 | 2022. november 17. | Ammán Nemzetközi Stadion, Ammán, Jordánia | Jordánia | 3–0   | 3–1      | Barátságos mérkőzés |

## Család
Pamplonában született, de apja ghánai és vizcayai származású, míg anyja libériai. Testvére, Iñaki Williams is az Athletic Bilbao csapatában nevelkedett.